# Eliseo Arango Ramos
Elíseo Arango Ramos (Bagadó, 16 de abril de 1900-Bogotá, 17 de diciembre de 1977) fue un abogado y diplomático colombiano, quién sirvió como el cuarto Representante Permanente de Colombia a las Naciones Unidas, como Ministro de Asuntos Exteriores y dos veces Ministro de Educación. 
Fue uno de los principales ideológos conservadores de la primera mitad del siglo XX, formando parte activa del grupo ultraderechista conocido como "Los Leopardos", junto con José Camacho Carreño, Joaquín Hermida, Augusto Ramírez Moreno y Silvio Villegas. Este grupo se oponía al caudillismo de Laureano Gómez al interior del Partido Conservador. A los 29 años fue Ministro de Educación en el Gobierno de Miguel Abadía Méndez, cartera desde la cual lideró la modernización de la educación, señaló “cómo la escuela primaria y la universidad se hallan desconectadas de la vida activa y en un medio ajeno a su época”.
Según Arango, lo que lo impulsó, junto con sus compañeros, a fundar "Los Leopardos" durante su estudio en la Universidad de Caldas y la Universidad Nacional fue " el prejuicio, muy difundido en la universidad, de que las ideas conservadoras eran atrasadas, mandadas a recoger. Queríamos, entonces, darle una fisonomía intelectual al Partido Conservador presentándolo como amigo del progreso, de la cultura, de la civilización".
Desde este grupo, junto con otros parlamentarios como Sergio Abadía Arango, Augusto Ramírez Moreno y Diego Luis Córdoba, impulsó la creación del departamento de Chocó. Pese a que muchos reconocen a Córdoba como el principal impulsor de la creación de este departamento, fue Arango quien estuvo detrás de las decisiones del Gobierno de Mariano Ospina Pérez y de su bancada en el legislativo que conformaron las mayorías que votaron afirmativamente la ley que creó el departamento.
Posteriormente recibiría la orden de Boyacá durante el Gobierno de Alfonso López Michelsen.